# Glenn och Gloria
Glenn och Gloria är en svensk TV-film från 1989 i regi av Lars Forsberg. Filmen hade alternativtiteln När vinden vänder.

## Rollista
- Ulf Dohlsten - Glenn
- Pia Oscarsson - Gloria
- Lena Brogren
- Anders Ekborg
- Per Elam
- Lars Green
- Weiron Holmberg
- Ulf Qvarsebo
- Kerstin Tidelius
- Ove Tjernberg